# Steve Borthwick
Stephen William Borthwick (* 12. Oktober 1979 in Carlisle) ist ein englischer Rugby-Union-Spieler. Er spielt als Zweite-Reihe-Stürmer für die englische Nationalmannschaft und die Saracens.
Borthwick war 1997 Teil der U18-Auswahl, die bei einer Tour nach Australien ohne Niederlage blieb und aus Spielern wie Jonny Wilkinson, Andrew Sheridan oder Lee Mears bestand. 2001 spielte er erstmals für England A und war mehrmals Kapitän der Reserve der Nationalmannschaft. Sein Debüt für Englands Elite-Team gab er im April 2001 gegen Frankreich.
Im Vorfeld der Weltmeisterschaft 2003 gehörte er zum erweiterten Kader Englands, wurde jedoch nicht für die WM berücksichtigt. Vom Sommer 2004 bis zu den Six Nations 2006 gehörte er in allen Spielen zur Startformation. Eine Knieverletzung setzte ihn dann jedoch für einige Zeit außer Gefecht. Er kehrte zu den Vorbereitungsspielen zur Weltmeisterschaft 2007 zurück und schaffte diesmal auch den Sprung in den Kader bei der WM.
Nach seinem Wechsel von Bath zu den Saracens wurde er bei seinem neuen Verein zum Vizekapitän ernannt. Zuvor hatte er mit Bath den European Challenge Cup gewonnen, der erste Titel nach 10 Jahren für den Club. Während der Sommertour nach Neuseeland wurde Borthwick auch zum Kapitän der Nationalmannschaft und ist damit der Nachfolger von Phil Vickery.